# Критична точка (математика)
Критичною точкою диференційовної функції {\displaystyle f:D\to \mathbb {R} }, де {\displaystyle D\,} — область в {\displaystyle \ R^{n}}, називається точка, в якій всі її часткові похідні дорівнюють 0. Ця умова еквівалентна рівності нулю диференціала функції в даній точці, а також рівносильна горизонтальності дотичної до графіка функції гіперплощини. Ця умова є необхідною (але не достатньою) для того, щоб внутрішня точка області могла бути точкою локального мінімуму або максимуму функції.
Значення функції в критичній точці називається критичним значенням. Згідно з лемою Сарда, множина критичних значень будь-якої {\displaystyle \,C^{1}}-гладкої функції {\displaystyle f:[a,b]\to \mathbb {R} } має нульову міру Лебега (хоча критичних точок при цьому може бути скільки завгодно, наприклад, для функції {\displaystyle f=const} будь-яка точка є критичною).
Поняття критичної точки допускає узагальнення на випадок диференційовних відображень {\displaystyle f:\mathbb {R} ^{n}\to \mathbb {R} ^{m}}, і на випадок диференційовних відображень на довільному многовиді {\displaystyle f:N^{n}\to M^{m}}. У цьому випадку визначення критичної точки полягає в тому, що ранг матриці Якобі відображення {\displaystyle f} у ній менший максимального можливого (що дорівнює {\displaystyle \min\{n,m\}}).
Критичні точки функцій і відображень грають важливу роль в таких галузях математики, як диференціальні рівняння, варіаційне числення, теорія стійкості, а також в механіці і фізиці. Дослідження критичних точок гладких відображень становить одне з основних питань теорії катастроф.
Поняття критичної точки узагальнюється також на випадок функціоналів, визначених на нескінченновимірних функціональних просторах. Пошук критичних точок таких функціоналів є важливою частиною варіаційного обчислення. Критичні точки функціоналів (які, у свою чергу, є функціями) називаються екстремалями.

## Формальне визначення
Критичною точкою (або особливою точкою, або стаціонарною точкою) неперервно диференційовної функції (відображення) {\displaystyle f:\mathbb {R} ^{n}\to \mathbb {R} ^{m}} називається така точка {\displaystyle x_{0}\in \mathbb {R} ^{n}}, в котрій диференціал {\displaystyle f_{*}={\frac {\partial f}{\partial x}}} є виродженим лінійним перетворенням відповідних дотичних просторів в точках {\displaystyle x_{0}} і {\displaystyle f(x_{0})}, тобто розмірність образу {\displaystyle f_{*}} менша {\displaystyle \min\{n,m\}}. В координатному записі це значить що ранг матриці Якобі функції {\displaystyle f}, складеної із всіх часткових похідних {\displaystyle {\frac {\partial f_{j}}{\partial x_{i}}}(x_{0}),} {\displaystyle i=1,\ldots ,n,} {\displaystyle j=1,\ldots ,m,} менший свого максимально можливого значення {\displaystyle \min\{n,m\}}.
Простори {\displaystyle \mathbb {R} ^{n}} і {\displaystyle \mathbb {R} ^{m}} в цьому визначенні можуть бути замінені на многовиди {\displaystyle N^{n}} і {\displaystyle M^{m}} таких же розмірностей.

## Випадокm=1{\displaystyle m=1}
У разі {\displaystyle m=1} дане визначення означає, що градієнт {\displaystyle \nabla f=(f'_{x_{1}},\ldots ,f'_{x_{n}})} у даній точці перетворюється в нуль. У найпростішому випадку {\displaystyle n=m=1} це означає, що похідна {\displaystyle f'} у даній точці дорівнює нулю.
Критична точка називається невиродженою, якщо в ній гессіан {\displaystyle {\Bigl |}{\frac {\partial ^{2}f}{\partial x^{2}}}{\Bigr |}} відмінний від нуля. Якщо {\displaystyle f} має клас гладкості не нижче {\displaystyle C^{3}}, то в околиці невиродженої критичної точки існують координати, в яких функція {\displaystyle f(x)} має квадратичну нормальну форму (лема Морса).
При {\displaystyle m=1} має сенс питання про максимум і мінімумі функції. Відповідно до відомого твердженням математичного аналізу, безперервно диференційовна функція {\displaystyle f}, визначена у всьому просторі {\displaystyle \mathbb {R} ^{n}} або у його відкритій підмножині, може досягати локального максимуму (мінімуму) тільки в критичних точках, причому якщо точка невироджена, то матриця {\displaystyle {\Bigl (}{\frac {\partial ^{2}f}{\partial x^{2}}}{\Bigr )}={\Bigl (}{\frac {\partial ^{2}f}{\partial x_{i}\partial x_{j}}}{\Bigr )},} {\displaystyle i,j=1,\ldots ,n,} у ній повинна бути від'ємно (додатно) визначена. Останнє є також достатньою умовою локального максимуму (мінімуму).